# Acrocercops chionoplecta
Acrocercops chionoplecta är en fjärilsart som först beskrevs av Edward Meyrick 1883.  Acrocercops chionoplecta ingår i släktet Acrocercops och familjen styltmalar. Inga underarter finns listade i Catalogue of Life.